# Relación termodinámica fundamental
En termodinámica, la relación termodinámica fundamental es generalmente expresada como un cambio microscópico en energía interna en términos de cambios microscópicos en entropía, y volumen para un sistema cerrado en equilibrio térmico en la manera siguiente.
| Símbolo           | Nombre               | Unidad |
| ----------------- | -------------------- | ------ |
| {\displaystyle U} | Energía interna      | J      |
| {\displaystyle S} | Entropía             | J / K  |
| {\displaystyle T} | Temperatura absoluta | K      |
| {\displaystyle p} | Presión              | Pa     |
| {\displaystyle V} | Volumen              | m3     |

Esta relación aplica a un cambio reversible, o a un cambio en un sistema cerrado de presión y temperatura uniformes en composición constante.
Esto es sólo una expresión de la relación termodinámica fundamental. Pueda ser expresado en otras maneras, utilizando variables diferentes (p. ej. utilizando potenciales termodinámicos). Por ejemplo, la relación fundamental puede ser expresada en  términos de la entalpía cuando
{\displaystyle {\displaystyle dH=T\,\mathrm {d} S+V\,\mathrm {d} P\,}}
En  términos del Helmholtz energía libre (F) cuando
{\displaystyle \mathrm {d} F=-S\,\mathrm {d} T-P\,\mathrm {d} V\,}
Y en  términos del Gibbs energía libre (G) cuando
{\displaystyle {\displaystyle \mathrm {d} G=-S\,\mathrm {d} T+V\,\mathrm {d} P\,}}

## Derivación de la primera y segunda ley de la termodinámica
La primera ley de la termodinámica declara aquello:
{\displaystyle \mathrm {d} U=\delta Q-\delta W\,}
Donde δQ y δW son cantidades infinitesimales de calor suministrado al sistema por su entorno y trabajo cedido por el sistema a su entorno, respectivamente.
Según la segunda ley de termodinámica tenemos para un proceso reversible:
{\displaystyle \mathrm {d} S={\frac {\delta Q}{T}}\,}
De ahí:
{\displaystyle \delta Q=T\,\mathrm {d} S\,}
Por sustituir este a la primera ley, tenemos:
{\displaystyle \mathrm {d} U=T\,\mathrm {d} S-\delta W\,}
Dejando δ W  ser trabajo de presión-volumen reversible realizado por el sistema en su entorno,
{\displaystyle {\displaystyle \delta W\ =P\mathrm {d} V\,}}
Tenemos:
{\displaystyle \mathrm {d} U=T\,\mathrm {d} S-P\,\mathrm {d} V\,}
Esta ecuación ha sido derivada en el caso de cambios reversibles. Aun así, ya que U, S, y V son funciones estado termodinámicas, la relación anterior es válida también para cambios no reversibles en un sistema de presión y temperatura uniformes con una composición constante. Si la composició, es decir, las cantidades
{\displaystyle {\displaystyle \mathrm {d} U=T\,\mathrm {d} S-P\,\mathrm {d} V\ +\sum _{i}\mu _{i}\,\mathrm {d} n_{i}\,}}
El j. El último plazo tiene que ser cero para un proceso reversible.Si el sistema tiene más parámetros externos que solo el volumen que puede cambiar, la relación termodinámica fundamental se generaliza a
{\displaystyle {\displaystyle \mathrm {d} U=T\,\mathrm {d} S-\sum _{j}X_{j}\,\mathrm {d} x_{j}+\sum _{i}\mu _{i}\,\mathrm {d} n_{i}\,}}
Aquí el  Aquí el Xi es la fuerza generada correspondiente a los parámetros externos xi

## Derivación de los  principios mecánicos estadísticos
La derivación anterior utiliza la primera y la segunda ley de la termodinámica. La primera ley de la termodinámica es esencialmente una definición de calor, es decir, el calor es el cambio en la energía interna de un sistema que no es causado por un cambio de los parámetros externos del sistema.
Sin embargo, la segunda ley de la termodinámica no es una relación definitoria para la entropía. La definición fundamental de entropía de un sistema aislado que contiene una cantidad de energía de
{\displaystyle S=k\log \left[\Omega \left(E\right)\right]\,}
Dónde  . Aquí  es un intervalo de energía macroscópicamente pequeño que se mantiene fijo.Estrictamnte hablando este medio que la entropía depende de la elección de
Derivando la relación termodinámica fundamental de primeros principios equivale, por lo tanto, a demostrar que la definición anterior de entropía implica que para los procesos reversibles tenemos:
{\displaystyle dS={\frac {\delta Q}{T}}}
La suposición fundamntal de mecánicas estadísticas es que todo
el  los estados son igualmente probablemente. Esto nos permite extraer todas las cantidades termodinámicas de interés. La temperatura se define como:
{\displaystyle {\frac {1}{kT}}\equiv \beta \equiv {\frac {d\log \left[\Omega \left(E\right)\right]}{dE}}\,}
Esta definición puede derivarse del conjunto microcanónico, que es un sistema de un número constante de partículas, un volumen constante y que no intercambia energía con su entorno. Supongamos que el sistema tiene algún parámetro externo, x, que se puede cambiar. En general, los estados propios de energía del sistema dependerán de x. De acuerdo con el teorema adiabático de la mecánica cuántica, en el límite de un cambio infinitamente lento del Hamiltoniano del sistema, el sistema permanecerá en el mismo estado propio de energía y, por lo tanto, cambiará su energía de acuerdo con el cambio en la energía del estado propio de energía.
```
es el trabajo realizado por el sistema si x se incrementa en una cantidad dx.P. ej., si x es el volumen, entonces X es la presión. La fuerza generalizada para un sistema conocido para ser estado propio de energía
```

{\displaystyle X=-{\frac {dE_{r}}{dx}}}
{\displaystyle X=-\left\langle {\frac {dE_{r}}{dx}}\right\rangle \,}
```
Llamando este número
```

{\displaystyle {\displaystyle \Omega \left(E\right)=\sum _{Y}\Omega _{Y}\left(E\right)\,}\Omega \left(E\right)=\sum _{Y}\Omega _{Y}\left(E\right)\,}
Definiendo la fuerza generalizada ahora puede ser escrita:
{\displaystyle {\displaystyle X=-{\frac {1}{\Omega \left(E\right)}}\sum _{Y}Y\Omega _{Y}\left(E\right)\,}X=-{\frac {1}{\Omega \left(E\right)}}\sum _{Y}Y\Omega _{Y}\left(E\right)\,}
Podemos relacionar esto con la derivada de la entropía con respecto a x a la energía constante E de la siguiente manera. Supongamos que cambiamos x a x + dx. Entonces  Desde esta energía eigenstates aumento en energía por Y dx, toda tal energía eigenstates aquello es en el intervalo que varía de E - Y dx a E movimiento desde abajo E a por encima de E. hay
{\displaystyle {\displaystyle N_{Y}\left(E\right)={\frac {\Omega _{Y}\left(E\right)}{\delta E}}Ydx\,}N_{Y}\left(E\right)={\frac {\Omega _{Y}\left(E\right)}{\delta E}}Ydx\,}
```
 La diferencia
```

{\displaystyle {\displaystyle N_{Y}\left(E\right)-N_{Y}\left(E+\delta E\right)\,}N_{Y}\left(E\right)-N_{Y}\left(E+\delta E\right)\,}
Expresando la expresión anterior como un derivado con respecto a E y sumando sobre Y se obtiene la expresión:
{\displaystyle {\displaystyle \left({\frac {\partial \Omega }{\partial x}}\right)_{E}=-\sum _{Y}Y\left({\frac {\partial \Omega _{Y}}{\partial E}}\right)_{x}=\left({\frac {\partial \left(\Omega X\right)}{\partial E}}\right)_{x}\,}\left({\frac {\partial \Omega }{\partial x}}\right)_{E}=-\sum _{Y}Y\left({\frac {\partial \Omega _{Y}}{\partial E}}\right)_{x}=\left({\frac {\partial \left(\Omega X\right)}{\partial E}}\right)_{x}\,}
La derivada logarítmica de
{\displaystyle {\displaystyle \left({\frac {\partial \log \left(\Omega \right)}{\partial x}}\right)_{E}=\beta X+\left({\frac {\partial X}{\partial E}}\right)_{x}\,}\left({\frac {\partial \log \left(\Omega \right)}{\partial x}}\right)_{E}=\beta X+\left({\frac {\partial X}{\partial E}}\right)_{x}\,}
El primer término es intensivo, es decir, no se escala con el tamaño del sistema. En contraste, el último término se escala según el tamaño del sistema inverso y, por lo tanto, desaparece en el límite termodinámico. Así hemos encontrado que:
{\displaystyle {\displaystyle \left({\frac {\partial S}{\partial x}}\right)_{E}={\frac {X}{T}}\,}\left({\frac {\partial S}{\partial x}}\right)_{E}={\frac {X}{T}}\,}
Combinando este con
{\displaystyle {\displaystyle \left({\frac {\partial S}{\partial E}}\right)_{x}={\frac {1}{T}}\,}\left({\frac {\partial S}{\partial E}}\right)_{x}={\frac {1}{T}}\,}
Da:
{\displaystyle {\displaystyle dS=\left({\frac {\partial S}{\partial E}}\right)_{x}dE+\left({\frac {\partial S}{\partial x}}\right)_{E}dx={\frac {dE}{T}}+{\frac {X}{T}}dx\,}dS=\left({\frac {\partial S}{\partial E}}\right)_{x}dE+\left({\frac {\partial S}{\partial x}}\right)_{E}dx={\frac {dE}{T}}+{\frac {X}{T}}dx\,}
Cuál podemos escribir cuando:
{\displaystyle {\displaystyle dE=TdS-Xdx\,}dE=TdS-Xdx\,}